# Wallacestone
Wallacestone est un village dans le Falkirk, en Écosse.